# Tyrone Marshall
Tyrone Everton Marshall (ur. 12 listopada 1974 w Kingston) – jamajski piłkarz występujący na pozycji obrońcy. Zawodnik klubu Colorado Rapids.

## Kariera klubowa
Marshall urodził się na Jamajce, ale w wieku 12 lat emigrował do Stanów Zjednoczonych. W 1994 roku rozpoczął tam karierę piłkarską w klubie z Lindsey Wilson Blue Raiders z uczelni Lindsey Wilson College. W 1996 roku został studentem uczelni Florida International University i rozpoczął grę w FIU Golden Panthers - tamtejszej drużynie piłkarskiej.
W 1998 roku poprzez MLS College Draft trafił do Colorado Rapids z MLS. W tym samym roku wraz z Jasonem Boycem odszedł do Miami Fusion (MLS) w zamian za Davida Vaudreuila. W 2001 roku otrzymał z zespołem nagrodę MLS Supporters' Shield.
W 2002 roku Marshall poprzez MLS Allocation Draft trafił do Los Angeles Galaxy (MLS). Zadebiutował tam 6 kwietnia 2002 roku w wygranym 2:1 pojedynku z Chicago Fire. W 2002 roku zdobył z klubem MLS Cup, a także otrzymał z nim nagrodę MLS Supporters' Shield. W 2005 roku ponownie zdobył z zespołem MLS Cup.
W czerwcu 2007 roku w zamian za Edsona Buddle'a odszedł do kanadyjskiego Toronto FC, także występującego w MLS. Pierwszy ligowy mecz zaliczył tam 4 lipca 2007 roku przeciwko Realowi Salt Lake (2:1). W 2008 roku wywalczył z zespołem wicemistrzostwo Kanady, a w MLS zajął z nim 12. miejsce.
W 2009 roku Marshall został sprzedany do Seattle Souders (MLS). W jego barwach zadebiutował 20 marca 2009 roku w przegranym 0:3 pojedynku z New York Red Bulls. W Seattle spędził 2 sezony.
W 2011 roku poprzez MLS Re-Entry Draft ponownie został graczem zespołu Colorado Rapids, nadal występującego w MLS.

## Kariera reprezentacyjna
W reprezentacji Jamajki Marshall zadebiutował w 2000 roku. W 2003 roku został powołany do kadry na Złoty Puchar CONCACAF. Zagrał na nim w pojedynkach z Kolumbią (0:1) oraz Gwatemalą (2:0). Z tamtego turnieju Jamajka odpadła w ćwierćfinale.
W 2005 roku ponownie wziął udział w Złotym Pucharze CONCACAF. Wystąpił na nim w meczach: z Gwatemalą (4:3), RPA (3:3) oraz Stanami Zjednoczonymi (1:3). Tamten turniej Jamajka ponownie zakończyła na ćwierćfinale.
W 2009 roku Marshall po raz trzeci znalazł się w drużynie na Złoty Puchar CONCACAF. Zagrał na nim w spotkaniach z Kanada (0:1), Kostaryką (0:1) i Salwadorem (1:0), a Jamajka odpadła z turniej po fazie grupowej.